# 聖倫納德廳

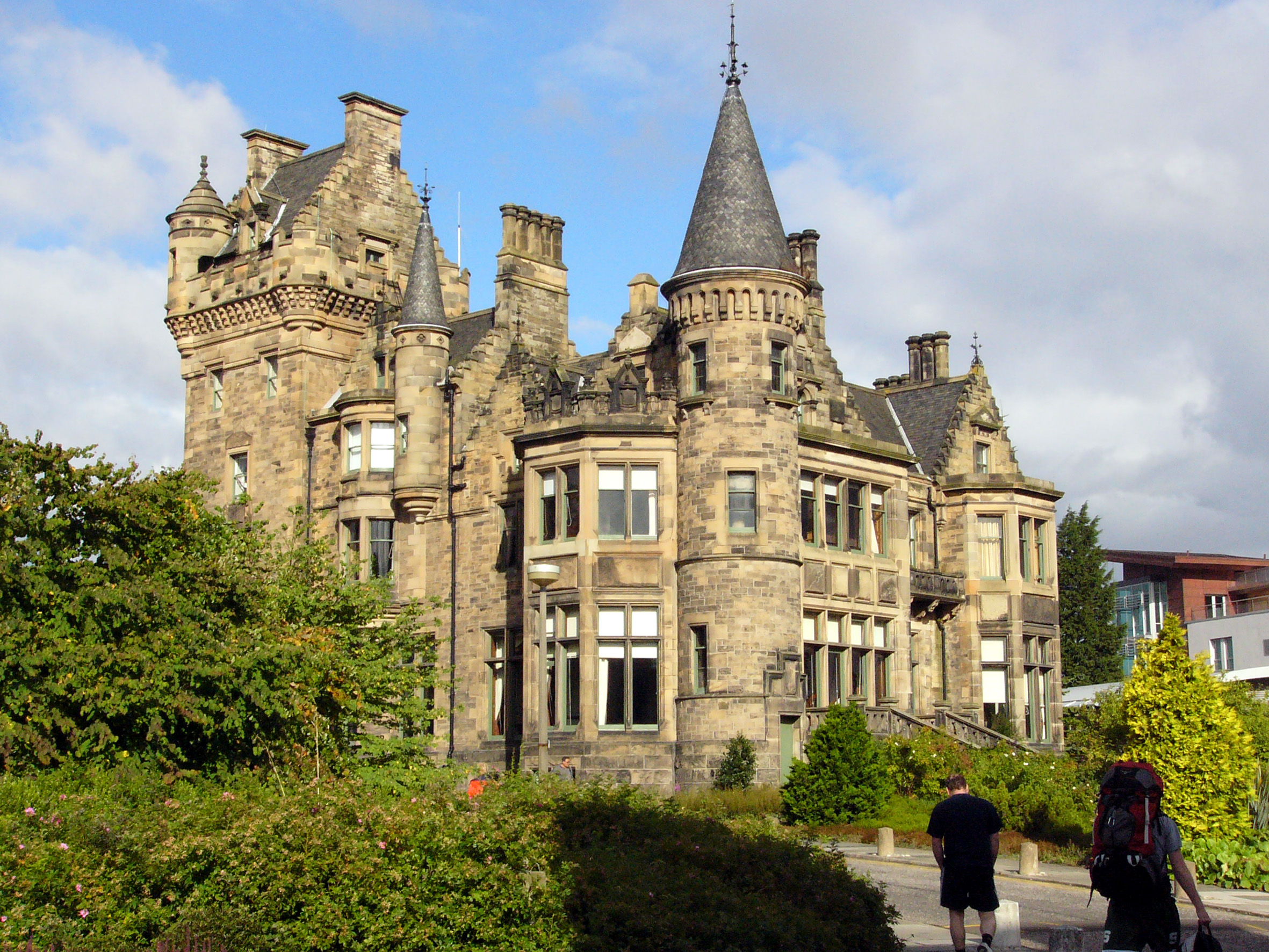
聖倫納德廳

聖倫納德廳（St Leonard's Hall）是一座修建於19世紀中期的蘇格蘭男爵式建築，位於愛丁堡大學的波洛克廳宿舍區。該建築的設計者是約翰·萊塞爾斯（John Lessels），修建於1869年至1870年。第一次世界大戰期間，該建築曾是紅十字醫院，之後被用作學校。1974年12月開始，該建築被列入A級登錄建築。

## 外部連結
- 官方网站

55°56′24″N 3°10′16″W / 55.94004°N 3.17123°W